# Ingresso monumentale di via Roma
L'ingresso monumentale di via Roma è una moderna porta civica di Palermo.

## Storia
La porta crea un ingresso monumentale e scenografico all'omonima via. Il taglio di Via Roma avvenne nella seconda metà dell'Ottocento, ma il tratto iniziale verso Sud, prospiciente alla Stazione Centrale, rimase a lungo tempo spoglio, composto soltanto da una vasta piana. Nel 1924 si decise di indire un concorso nazionale al quale parteciparono i più importanti architetti modernisti del tempo: il vincitore del concorso fu il palermitano Giuseppe Capitò. La costruzione non terminò prima del 1936. La data della sua costruzione viene considerata come la fine dell'epoca architettonicamente positiva di Palermo, iniziata da Ernesto Basile alla fine dell'Ottocento.